# Garcinia nervosa
Garcinia nervosa är en tvåhjärtbladig växtart som beskrevs av Friedrich Anton Wilhelm Miquel. Garcinia nervosa ingår i släktet Garcinia och familjen Clusiaceae. Inga underarter finns listade i Catalogue of Life.